# Centro aerodinâmico
O Centro Aerodinâmico (CA) é o ponto ao redor do qual o momento de arfagem, causado pelas forças aerodinâmicas, permanece relativamente constante, apesar das variações no ângulo de ataque (para pequenos afastamentos do Centro de Pressão (CP) em relação ao CA).

## Localização
O Centro Aerodinâmico normalmente está localizado a aproximadamente 25% da corda média aerodinâmica da asa.